# Schizanthus lacteus
Schizanthus lacteus är en potatisväxtart som beskrevs av Rodolfo Amando Philippi. Schizanthus lacteus ingår i släktet fjärilsblomsterssläktet, och familjen potatisväxter. Inga underarter finns listade i Catalogue of Life.